# 難波章浩
難波 章浩（なんば あきひろ、1970年6月9日 - ）は、日本のミュージシャン。Hi-STANDARD、NAMBA69のボーカル・ベースを担当。既婚。血液型はO型。東京都中野区生まれ、新潟県新潟市育ち・在住。

## 経歴
新潟明訓高等学校卒業。
1991年、恒岡章（ドラムス）と横山健（ギター）と共にHi-STANDARDを結成。1994年に国内インディーズデビュー。
2000年、3万人を動員したフェス、千葉マリンスタジアム「AIR JAM 2000」の後、Hi-STANDARDは活動休止。12月に沖縄県に移住し、DIY精神で自身でスタジオを建築。スペースシャワーTVで放送された『祝15祭 スペシャプレミアムライブ15連発! Hi-STANDARD LIVE from AIR JAM 2000』のコメントVTRにHi-STANDARDのメンバーと共に登場。
2005年に自らがオフィスを建設した所属事務所・呉我音響（現：ULTRABRAIN.CO.LTD）を設立。V2 RECORDSと契約しソロ活動を開始。打ち込みを基調とした「TYÜNK」、民族音楽を基調とした「なんばあきひろ&宇宙船地球号」と2つの名義でシングルを同時リリース。
2006年にはULTRA BRAiN名義で音楽活動を本格的に再開している。シングル「GHOST BUSTERZ」、アルバム『NEO PUNK』ではV2UKより海外リリースを果たしている。
2007年 the mad capsule marketsのボーカルKYONOのソロプロジェクト、WAGDUG FUTURISTIC UNITYの1stシングルで、映画「APPLESEED」の続編にあたる映画「EX MACHINA (APPLESEED SAGA) 」の挿入歌にトラックメイカーとして曲「ILL MACHINE (X ULTRA BRAiN) 」を提供。その後、1stアルバム『HAKAI』にも参加。渋谷womb等にてDEATH FROM AVOBE 1979のメンバーが参加するカナダのMSTRKRFT,2 MANYDJS,TIGAなどとも共演。同年11月にはMYSPACEで知り合った大沢伸一とSHINICHI OSAWA名義のオリジナル・アルバム『The One』においてEMMAやTOMOYUKI TANAKAがミックスした曲「our song」の歌詞と歌唱で参加している。
2008年6月渋谷wombにて恒岡章が参加するライブに出演。恒岡が未発表の音源にも参加している事を「沖縄のスタジオで恒とレコーディングした」と難波のブログで明らかにしている。また“エンジニアとして、彼の音を録り、ミックスするなんてほんと夢の様だった。”と語っていた。
2010年3月3日、難波章浩-AKIHIRO NAMBA-名義でアルバム「THE WORLD iS YOURS!」をリリース。同年7月、エイベックスと専属契約を結んだ。
2011年2月9日アルバム「PUNK ROCK THROUGH THE NIGHT」をリリースし、Hi-STANDARD以来11年振りとなるパンク・ロックを解禁。オリコンウィークリーチャート8位を記録。同年のタワーレコード年間ベストセラーCHART J-PUNK部門では1位を獲得した。この作品のリリースツアー東京公演のMCにて「AIR JAMと同規模のフェスを9月に開催」する事を発表。
2011年5月13日、東日本大震災の復興を祈願して、前述のイベントがAIR JAM 2011として9月18日に横浜スタジアムにて開催されることが正式に発表され、2000年以降、活動を休止していたHi-STANDARDが活動再開。7月20日、ソロ名義マキシシングル「WILD AT HEART」をリリース。9月18日、Hi-STANDARD主催「AIR JAM 2011」開催、横浜スタジアムにて35,000人集客。
2012年2月22日、Hi-STANDARD DVD "LIVE at AIR JAM 2011" 発売。9月15日・16日、Hi-STANDARD主催「AIR JAM 2012」開催、宮城県みちのく杜の湖畔公園にて両日のべ45,000人集客。9月26日、ソロ名義アルバム「WAKE UP!!!」をリリース。
2013年9月11日、Hi-STANDARD DVD "LIVE at AIR JAM 2012" 発売。ソロ名義での活動時のサポートメンバーでもあったK5（guitar）、SAMBU（Dr）と共にスリーピースバンド「NAMBA69」を結成。
2014年、NAMBA69として初の音源「MELODIC PUNKS NOT DEAD!!!」とフルアルバム「21st CENTURY DREAMS」をリリース。レコーディング・エンジニアはHi-STANDARDの過去作品を手がけたRyan Greeneを起用。
2015年9月2日、NAMBA69「LET IT ROCK」リリース。11月・12月、Hi-STANDARD "尽未来際" "FAT WRECKED FOR 25 YEARS" "POWER STOCK 2015" の計3本のイベントに参加。
2016年6月、NAMBA69にko-hey（guitar）が加入し、4人編成となる。10月5日、Hi-STANDARDが16年ぶりに新曲「ANOTHER STARTING LINE」をPIZZA OF DEATH RECORDSからリリース。オリコンチャート1位を獲得。12月7日にはカバーシングル「Vintage & New,Gift Shits」もリリース。ライブハウスツアー"GOOD JOB! RYAN TOUR 2016"として東北新潟4都市を回る。12月23日、Hi-STANDARD主催「AIR JAM 2016」開催、福岡ヤフオク!ドームにて36,000人集客。ドーム史上初のスタンディング公演を開催。
2017年4月、NAMBA69 ko-hey加入後初の音源「HEROES」をリリース。10月、Hi-STANDARD 18年ぶりのアルバムとなる「THE GIFT」をリリース。オリコンチャート1位を獲得し、13公演を回る全国ツアーを開催。
2018年1月、NAMBA69 「DREAMIN'」リリース。6月、NAMBA69 Hi-STANDARDの横山健率いるKenBandとスプリット・アルバム「NAMBA69 VS KenYokoyama」をリリース。
2018年9月、Hi-STANDARD主催「AIR JAM 2018」開催、ZOZO MARINE STADIUMにて35,000人を集客。12月、Hi-STANDARD THE GIFT EXTRA TOURを6都市で計7公演開催。
2021年11月、新潟県新潟市の「新潟あっさりラーメン楽久」が、同年11月28日に閉店する旨を店の女将から告げられたことから、自身の新たな活動として「楽久プロジェクト」 を立ち上げる。楽久の味を受け継ぐ新たなラーメン屋開設のための店長候補募集と、クラウドファンディングを予定している旨を告知開始。

## ディスコグラフィー

### プロデュース
- Mashed potato (IMALU)  / 1stシングル「Mashed potato」 IMALU (2010年1月13日)
- ONE MORE KISS (May J. × Zeebra × 難波章浩) / 4thアルバム「Colors」 May J. (2011年1月26日)

### 参加作品
| 発売日         | タイトル                                                    | 規格品番                           | 収録曲 |
| -------------- | ----------------------------------------------------------- | ---------------------------------- | --- |
| 2006年11月22日 | Print Is Dead Vol.1                                         | V2CP-314                           | |
| 2006年12月20日 | The songs for DEATH NOTE the movie～the Last name TRIBUTE～ | SRCL-6459 SRCL-6461                | 8.NINJA NIGHT SCHOOL / ULTRA BRAiN |
| 2007年1月10日  | V2 COMPIDENTAL                                              | SP-081                             | |
| 2007年9月26日  | SHINICHI OSAWA『The One』                                   | RZCD-45666 RZCD-45667 RZCD-45668   | 4.Our Song Vocals by ULTRA BRAiN |
| 2007年8月29日  | WAGDUG FUTURISTIC UNITY「ILL MACHINE (× ULTRA BRAiN)」      | SICL-171                           | 1.ILL MACHINE(X ULTRA BRAiN)(映画「EX MACHINA(APPLESEED SAGA)」挿入歌)                                                                     |
| 2007年10月24日 | WAGDUG FUTURISTIC UNITY『NU ЯIOT』                          | SICL-174 SICL-176                  | 3.ILL-MACHINE (× ULTRA BRAiN) (album ver.) 5.MASS COMPRESSION (× ULTRA BRAiN)                                                              |
| 2008年7月23日  | WAGDUG FUTURISTIC UNITY『HAKAI』                            | SICL-205 SICL-207                  | 6.ILL MACHINE[×NAMBA AKIHIRO (ULTRA BRAiN × Hi-STANDARD) ] (HAKAI version) 9.MASS COMPRESSION[×NAMBA AKIHIRO (ULTRA BRAiN × Hi-STANDARD) ] |
| 2008年9月10日  | SONGS FOR TIBET-THE ART OF PEACE                            | TRCP-42                            | DISC2-14.My Heart Feels So Free（Peace On Earth Version)（日本盤ボーナストラック）                                                         |
| 2009年03月25日 | SONGS FOR TIBET FROM JAPAN                                  | TRUB-1                             | 1．ヒマラヤは泣いている / ULTRA BRAiN |
| 2009年06月10日 | Public / image. SOUNDS                                      | NFCD-27146                         | 1.FREAKY BOYZ JAMIN'/TIME TO ROCK!! |
| 2009年08月26日 | LOUD -15th Anniversary Compilation-                         | UPCH-1738                          | 14.『I □ LONDON』 |
| 2010年07月28日 | ロック・スティッチ                                          | AVCW-12789                         | 1,Hawaiian Roller Coaster Ride |
| 2011年1月26日  | May J.「Colors」                                            | RZCD-46714B RZCD-46715             | 1.ONE MORE KISS (May J. × Zeebra × 難波章浩)                                                                                               |
| 2011年2月2日   | JP2HAITI「光-hikari-」                                      |                                    | ボーカルに参加 |
| 2012年3月7日   | JAPAN UNITED with MUSIC「All You Need Is Love」             | XNAP-00001/B                       | ボーカルに参加 |
| 2012年3月14日  | m-flo「SQUARE ONE」                                         | RZCD-59030/B RZCD-59031            | 8.Don't Stop Me Now作詞（作詞） |
| 2012年3月28日  | 土屋アンナ「12 FLAVOR SONGS〜BEST COLLABORATION〜」         | CTCR-14763B CTCR-14764             | 1.IS THIS LOVE? (Produced by 難波章浩ーAKIHIRO NAMBA-)                                                                                     |
| 2012年9月5日   | ダニエル・パウター「ターン・オン・ザ・ライツ」              | AVCD-38533                         | 2.UR・マイ・レディオ（作曲） |
| 2012年9月26日  | RYO the SKYWALKER「Word Piece」                             | RZCD-59137B RZCD-59139             | 5.BABY I LOVE YOUR WAY ～難波章浩 PUNK × REGGAE REMIX～                                                                                    |
| 2012年10月24日 | BiS「IDOL is DEAD」                                         | AVCD-38572B AVCD-38573B AVCD-38574 | 7.Our Song（作詞） |
| 2013年9月18日  | BiS「Fly/Hi」                                               | AVCD-48754B AVCD-48755B AVCD-48756 | 2.Hi（作曲） |
| 2013年9月25日  | ディズニー・ジャパニーズ・アーティスト・ベスト              | AVCW-12981                         | 4.ハワイアン･ローラーコースター･ライド（リロ＆スティッチ） / 難波章浩-AKIHIRO NAMBA-                                                       |

## ミュージックビデオ
| 監督                      | 曲名 |
| UGICHIN                   | 「LEVEL 7」「MY WAY」「MY WAY（PUNK ROCK THROUGH THE NIGHT☆Ver.） (ONLY SSTV EDITION)」「WILD AT HEART」 |
| UGICHIN＋TOMOYUKI KUJIRAI | 「YOU ARE THE ONE」                                                                                      |
| TOMOYUKI KUJIRAI          | 「SURVIVE」「TRUE ROMANCE」                                                                              |
| NINO                      | 「PUNK ROCK THROUGH THE NIGHT」                                                                          |
| 針谷健次郎＋谷本篤史      | 「JUMP!JUMP!!JUMP!!!」                                                                                   |
| FOOLISH GLORY STUDIO      | 「TAKE ME TO THE STREETS」                                                                               |
| 松丸翔                    | 「SUMMERTIME」                                                                                           |
| 不明                      | 「STOP THE 54」「ETERNAL GOLD」                                                                          |

## 主なライブ

### ワンマンライブ・主催イベント
- 2011年2月20日〜3月4日 - TOUR 2011 PUNK ROCK THROUGH THE NIGHT☆
w/COUNTRY YARD/OVER ARM THROW/FOUR GET ME A NATS/S.M.N./innocent/SNATCH HUNTER/TOTALFAT/locofrank/the telephones
- 2011年07月20日 - 難波章浩レコ発ワンマン「WILD AT HEART」渋谷CLUB QUATTRO
- 2012年10月11日〜11月11日（12公演） - 難波章浩-AKIHIRO NAMBA- TOUR 2012 「WAKE UP JAPAN !!!」
w/VELOCITY/SPIKE SHOES/NO HITTER/Pay money To my Pain/FACT/RADIOTS/SAND/locofrank/The Brixton Academy(TBA)
- 2013年1月12日 - PUNK ROCK THROUGH THE NIGHT SPECIAL Vol.1
w/HAWAIIAN6/HUSKING BEE
- 2013年02月20日〜03月05日（8公演） - 難波章浩-AKIHIRO NAMBA-「WAKE UP!!! 2013 -ETERNAL BONDS TOUR-」
w/STEP LIGHTLY/HAKAIHAYABUSA/DJ KAZUO/SHOTA-LOW/DJ RYUJI/DJ OG/Shuly to 104kz/DJ POPLIFE CREW/SMASH RAID/KNOCK OUT MONKEY/STAB 4 REASON/FORBIDDEN DEAL/POP DISASTER/ENDER/The 4mation/COKEHEAD HIPSTERS
- 2013年07月14日 - 難波章浩 presents 「NO MORE FUCKIN' NUKES 2013」
w/NAMBA48/Ken Yokoyama/BRAHMAN/SLANG/サンボマスター/ソウル・フラワー・アコースティック・パルチザン/恒正彦/松田“CHABE”岳二
- 2013年12月1日 - PUNK ROCK THROUGH THE NIGHT SPECIAL Vol.2
w/10-FEET / JESSE and The BONEZ
- 2014年6月21日 - PUNK ROCK THROUGH THE NIGHT SPECIAL Vol.3
w/9mm Parabellum Bullet / the telephones
- 2014年06月24日〜07月10日（8公演） - NAMBA69「MELODIC PUNKS NOT DEAD!!! TOUR 2014」
- 2014年12月10日 - ファースト・アルバム "21st CENTURY DREAMS" リリース記念新曲披露フリーLIVE
- 2014年12月27日 - PUNK ROCK THROUGH THE NIGHT SPECIAL Vol.4
w/KEMURI / サンボマスター
- 2015年01月17日〜04月25日（24公演） - 21st CENTURY DREAMS TOUR 2015
w/ABSOLUSION / BAGNAG / COKEHEAD HIPSTERS / GOOD 4 NOTHING / To overflow evidence
- 2015年06月28日 - NAMBA69 pre. PUNK ROCK THROUGH THE NIGHT vol.5
w/BRAHMAN / FACT
- 2015年07月11日 - NAMBA69 pre. PUNK ROCK THROUGH THE NIGHT
w/bacho / ISCREAM 7 SHOWERS
- 2015年07月17日 - NAMBA69 pre. PUNK ROCK THROUGH THE NIGHT
w/SECRET 7 LINE
- 2015年08月08日 - NAMBA69 pre. PUNK ROCK THROUGH THE NIGHT
w/SABANNAMAN / STOMPIN'BIRD / BLACK BUCK / HOTSQUALL / Mrs.WiENER
- 2015年09月11日〜10月12日 - LET IT ROCK TOUR 2015
w/CHAMPION GRIP / Mrs.WiENER / RADIOTS / S.M.N. / SABANNAMAN / SNORT / The BONEZ
- 2015年12月20日 - NAMBA69 pre. PUNK ROCK THROUGH THE NIGHT
w/Ken Yokoyama
- 2016年03月30日 - NAMBA69 pre. PUNK ROCK THROUGH THE NIGHT
w/OVER ARM THROW

### 出演イベント
「※」はNAMBA69名義での出演。
- 2010年03月10日 - FACTORY LIVE 0313
- 2010年08月01日 - ARABAKI ROCK FEST.10
- 2010年08月01日 - FUJI ROCK FESTIVAL 2010
- 2010年08月14日 - RISING SUN ROCK FESTIVAL 2010 in EZO
- 2010年08月21日 - AOMORI ROCK FESTIVAL '10
- 2010年08月29日 - RUSH BALL 2010
- 2010年09月04日 - PUNKAFOOLIC! SHIBUYA CRASH 2010
- 2010年12月03日 - モテキナイト
- 2011年01月29日 - TOTALFAT presents PUNISHER'S NIGHT
- 2011年05月03日 - JAPAN JAM 2011
- 2011年04月17日 - ザンジバルナイト in 野音 2011
- 2011年06月04日 - SAKAE SP-RING 2011
- 2011年07月02日 - アースガーデン“夏”-フェスティバル for フクシマ東北-
- 2011年07月09日 - 京都大作戦2011年 〜今年も楽しむ覚悟でいらっ祭!〜
- 2011年07月24日 - JOIN ALIVE 2011
- 2011年08月21日 - MONSTER baSH 2011
- 2011年08月28日 - SPACE SHOWER SWEET LOVE SHOWER 2011
- 2011年10月02日 - MONGOL800 ga FESTIVAL What a Wonderful World!! 2011
- 2012年02月25日 - DEVILOCK NIGHT THE FINAL～Thank you and Good bye～
- 2012年08月05日 - ROCK IN JAPAN FESTIVAL 2012
- 2012年08月19日 - SETSTOCK 2012
- 2012年09月02日 - SPACE SHOWER SWEET LOVE SHOWER 2012
- 2012年12月02日 - POWER STOCK 2012 in ZEPP SAPPORO
- 2012年12月05日 - AA= TOUR #3 ver2.0
- 2012年12月29日 - RADIO CRAZY 2012
- 2013年01月10日 - 難波章浩×THE BAWDIES ツタロック スペシャル・ライブ
- 2013年02月16日 -
- 2013年02月22日 - Things We Say vol.14
- 2013年03月28日・31日 - PUNKSPRING 2013(NAMBA69)
- 2013年03月30日 - Bass Magazine Presents J × AKIHIRO NAMBA The Power of Low-End
- 2013年04月21日 - BRAHMAN Tour 相克　※
- 2013年05月11日 - Ozzfest Japan 2013　※
- 2013年06月01日 - 頂 ITADAKI 2013
- 2013年06月09日 - POWER STOCK 2013 in MIYAKO　※
- 2013年06月16日 - GOOD4NOTHING The 15th anniversary　※
- 2013年06月24日 - SiM EViLS TOUR 2013　※
- 2013年07月07日 - 京都大作戦 2013〜天の川今年も宇治で見上げな祭〜　※
- 2013年07月14日 - NO MORE FUCKIN' NUKES 2013
- 2013年07月21日 - JOIN ALIVE 2013　※
- 2013年07月27日 - FUJI ROCK FESTIVAL 2013　※
- 2013年07月28日 - FUJI ROCK FESTIVAL 2013
- 2013年08月12日〜16日 - NAMBA69×Ken Yokoyama Nippon Its Tour
- 2013年08月24日〜25日 - 美浜 CRYSTAL BEACH SOUND 2013
- 2013年08月31日 - P.D.F.SUMMER BASH
- 2013年09月22日 - LIVE福島 CARAVAN日本 2013 FINAL 風とロック芋煮会2013　※
- 2013年09月23日 - 東北ライブハウス大作戦 with LIVE福島@野外音楽堂建設予定地
- 2013年10月26日 - earth garden×選挙フェス×NO MORE FUCKIN' NUKES　※
- 2013年10月31日 - DOGIMAZUN 2013 Helloween Night SPECIAL!!　※
- 2013年11月24日 - 東北ジャム2013 in 石巻　※
- 2013年12月07日 - 大デモ
- 2013年12月21日 - LONDON NITE X'mas Special 2013
- 2013年12月22日 - ソニックフェスティバル2013
- 2014年01月07日 - EAST SHIZUOKA PARTY CREW"RIOT!RIOT!RIOT!"presents "RIOT CALLING 2014"(NAMBA69)
- 2014年03月03日 - BiS after all EXTRA　※
- 2014年03月09日 - NO NUKES × earth garden × 選挙フェス × THE SOLAR BUDOKAN × NO MORE FUCKIN' NUKES　※
- 2014年04月01日 - PUNKSPRING'14　※
- 2014年04月19日 - TOWER RECORDS presents Bowline 2014 Curated by SiM & TOWER RECORDS　※
- 2014年04月26日 - ARABAKI ROCK FEST.14　※
- 2014年06月01日 - POWER STOCK 2014 in MIYAKO　※
- 2014年06月08日 - 頂 2014　※
- 2014年07月05日 - 京都大作戦2014～束になってかかってきな祭!～　※
- 2014年07月19日 - SUMMER CAMP 2014　※
- 2014年08月09日 - Park This Air × Red Bull Live on the Road Truck Stage 2014　※
- 2014年08月10日 - TONE RIVER JAM'14　※
- 2014年08月16日 - RISING SUN ROCK FESTIVAL 2014 in EZO　※
- 2014年08月23日 - FREEDOM NAGOYA 2014　※
- 2014年08月28日 - Red Bull Live on the Road 2014 Final Stage　※
- 2014年09月28日 - 中津川 THE SOLAR BUDOKAN 2014　※
- 2014年10月01日 - coldrain Until The End JAPAN TOUR 2014　※
- 2014年10月04日 - MONGOL800 ga FESTIVAL What a Wonderful World!! 13+14　※
- 2014年10月13日 - BAYROCK 2014　※
- 2014年10月25日 - BOROFESTA 2014　※
- 2014年10月26日 - BURST MAX'14　※
- 2014年11月21日 - J 2014 SPECIAL LIVE Akasaka BLITZ 5DAYS -LIKE A FIRE WHIRL-　※
- 2014年11月29日 - FACT 15th Anniversary Rock-O-Rama　※
- 2014年12月21日 - POWER STOCK 2014 in ZEPP SAPPORO　※
- 2015年03月08日 - 311 東日本大震災 市民のつどい Peace On Earth 2015　※
- 2015年03月18日 - LAST OF 屋根裏DAYS
- 2015年04月22日 - BLARE DOWN BARRIERS 2015　※
- 2015年05月09日 - MADOllie2015 spring　※
- 2015年05月10日 - COUNTRY YARD「Bows And Arrows TOUR」　※
- 2015年05月13日・17日 - MAN WITH A MISSION「Seven Deadly Sins Tour 2015～七つの対バン～」　※
- 2015年05月23日 - SECRET 7 LINE pre.THICK FESTIVAL 2015　※
- 2015年06月07日 - 百万石音楽祭2015～ミリオンロックフェスティバル～　※
- 2015年07月04日 - 京都大作戦2015～いっ祭 がっ祭 感じな祭!～　※
- 2015年07月12日 - SUN BURST 2015　※
- 2015年07月20日 - RAD ROCK RIOT "SUMMER SPECIAL" ～FREEDOM NAGOYA2015後夜祭～ DAY.1　※
- 2015年07月22日・23日 - Ken Yokoyama「I Won't Turn Off My Radio Tour」　※
- 2015年07月31日 - ミタケオアシン　※
- 2015年08月01日 - Fireworks Punk 2015　※
- 2015年08月06日 - "EIGHT SIX live" -15th anniversary-　※
- 2015年08月09日 - TONE RIVER JAM'15　※
- 2015年08月28日 - SPACE SHOWER SWEET LOVE SHOWER 2015 -20th ANNIVERSARY-　※
- 2015年09月03日 - MONOEYES A Mirage In The Sun Tour 2015　※
- 2015年09月06日 - DESTINY FESTIVAL 2015　※
- 2015年09月19日 - 騎馬武者ロックフェス 2015　※
- 2015年09月20日 - PUNKAFOOLIC! SHIBUYA CRASH 2015　※
- 2015年09月23日 - UNIONWAY REVOLUTION 2015　※
- 2015年09月26日 - 中津川 THE SOLAR BUDOKAN 2015　※
- 2015年10月10日 - SONIC BOMB
- 2015年10月17日 - Northern19 presents TOKI ROCK NIIGATA 2015　※
- 2015年10月24日 - PHOENIX ROCK FEST.15　※
- 2015年10月25日 - 東北ジャム2015 in 女川　※
- 2015年10月28日 - 9mm Parabellum Bullet「カオスの百年TOUR 2015」　※
- 2015年10月29日 - 激突! Battle -10-　※
- 2015年11月03日 - GOOD4NOTHING pre. MELODIC COASTER 2015　※
- 2015年11月11日 - HEY-SMITH "お披露目TOUR"　※
- 2015年11月28日 - NO NUKES 2015　※
- 2015年11月29日 - SWANKY DANK SWANKY PLAYGROUND TOUR　※
- 2015年12月10日 - MIYAVI Tour 2015 "WE ARE THE OTHERS"-EXTRA　※
- 2015年12月12日・13日 - KEMURI 20th Anniversary Tour 2015「F」　※
- 2015年12月19日 - OSAKA HAZIKETEMAZARE FESTIVAL 2015　※
- 2016年01月17日 - HER NAME IN BLOOD「BEAST MODE TOUR 2015」　※
- 2016年01月31日 - BACK LIFT "Fly High" RELEASE TOUR 2015-2016　※
- 2016年02月13日 - ROTTENGRAFFTY "Live Is Beautiful Tour 2015-2016"　※
- 2016年03月11日・12日 - HAWAIIAN6 presents Too Late TOUR　※
- 2016年03月19日 - CHAMPION SHIP TOUR 2016　※
- 2016年05月21日 - SAKAI MEETING 2016　※
- 2016年06月04日 - SATANIC CARNIVAL 2016　※
- 2016年06月05日 - ミリオンロックフェスティバル
- 2016年07月03日 - 京都大作戦2016

## 出演
- 難波章浩の今夜もCLOSE TO ME（FM-NIIGATA)
- ありえへん∞世界（テレビ東京、2022年11月15日）